# SN 2010fx
SN 2010fx – supernowa typu II-P odkryta 4 lipca 2010 roku w galaktyce M-01-58-15. W momencie odkrycia miała maksymalną jasność 17,40m.